# Distrikt Arma
Der Distrikt Arma liegt in der Provinz Castrovirreyna in der Region Huancavelica im Südwesten von Zentral-Peru. Der am 8. Mai 1576 gegründete Distrikt hat eine Fläche von 301 km². Beim Zensus 2017 lebten 1029 Einwohner im Distrikt. Im Jahr 1993 lag die Einwohnerzahl bei 1567, im Jahr 2007 bei 1504. Die Distriktverwaltung befindet sich in der 3336 m hoch gelegenen Ortschaft Arma mit 320 Einwohnern.

## Geographische Lage
Der Distrikt Arma liegt im zentralen Westen der Provinz Castrovirreyna. Arma liegt etwa 30 km nordwestlich der Provinzhauptstadt Castrovirreyna. Der Distrikt liegt in der peruanischen Westkordillere. Der Fluss Río Arma, ein Zufluss des Río San Juan, entwässert das Gebiet in südwestlicher Richtung.
Der Distrikt Arma grenzt im Westen an den Distrikt Tantara, im Norden an den Distrikt Aurahuá, im Osten an den Distrikt Castrovirreyna sowie im Süden an den Distrikt Huachos.